# Distretto di Panchagarh
Il distretto di Panchagarh è un distretto del Bangladesh situato nella divisione di Rangpur. Si estende su una superficie di 1404,62 km² e conta una popolazione di 987.644 abitanti (censimento 2011).

## Suddivisioni amministrative
Il distretto si suddivide nei seguenti sottodistretti (upazila):
- Panchagarh Sadar
- Debiganj: fino al 2015 era indiana e circondata da questo sottodistretto Dahala Khagrabari, l'unica enclave di 3º livello al mondo;
- Boda
- Atwari
- Tetulia